# Allylalkohol
Allylalkohol, auch als 2-Propen-1-ol bezeichnet, ist eine farblose, klare und bei Raumtemperatur flüssige chemische Verbindung. Sie bildet heftig reizende Dämpfe von fadem, stechendem Geruch. Sie besteht aus einer Kette von drei Kohlenstoffatomen mit einer Doppelbindung, sowie Wasserstoffatomen und einer Hydroxygruppe (OH-Gruppe). Allylalkohol ist damit ein ungesättigter Alkohol und zählt zu den Alkenolen.

## Vorkommen

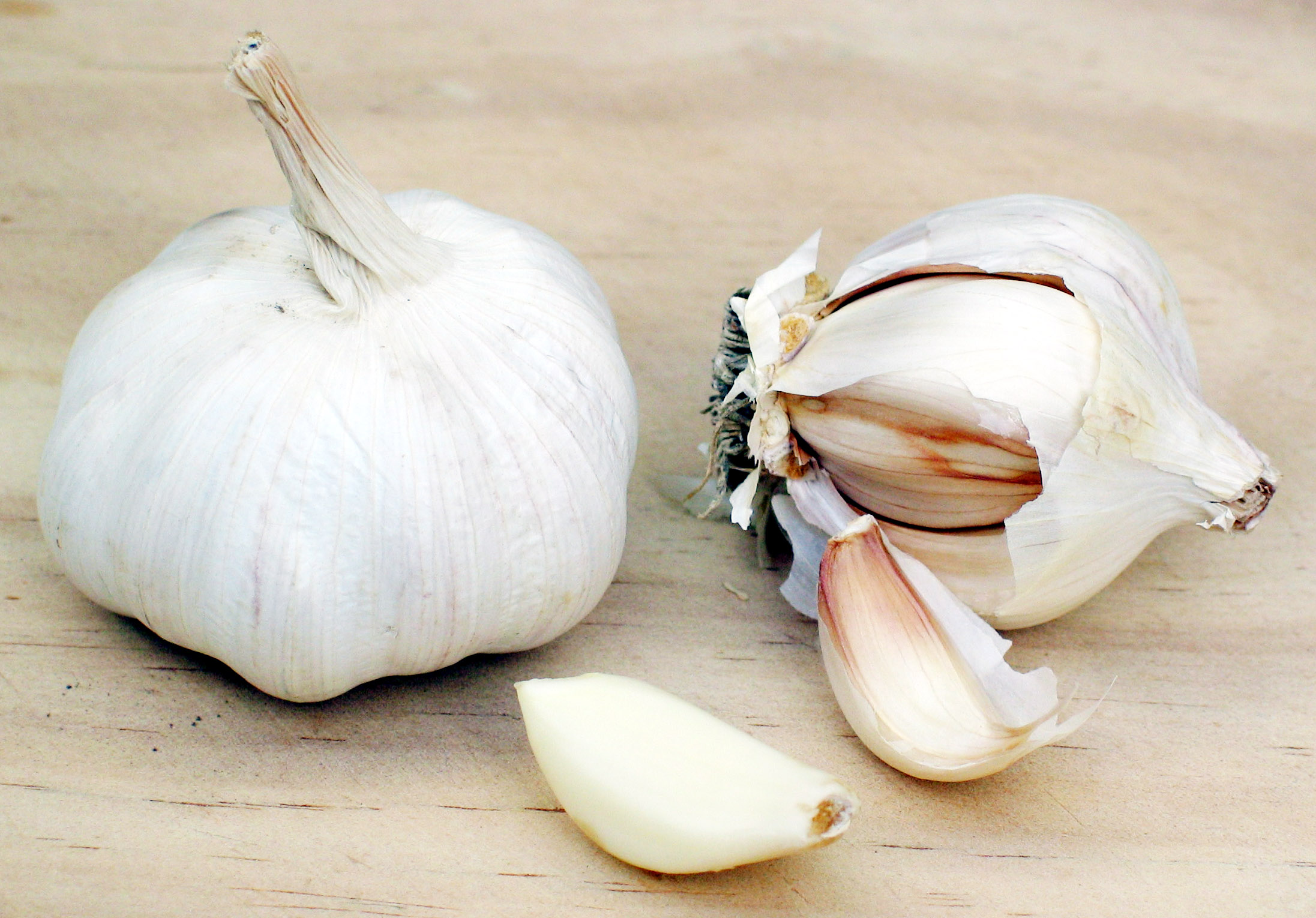
Knoblauch enthält natürlicherweise Allylalkohol

Natürlich kommt Allylalkohol in Knoblauch (Allium sativum var. sativum) vor.

## Gewinnung und Darstellung
Die erste Darstellung von Allylalkohol erfolgte 1856 durch Cahours und Hofmann ausgehend von Allyliodid.

### Industrielle Synthesen
Die technische Herstellung von Allylalkohol kann durch Isomerisierung von Propylenoxid bei Temperaturen von 270–320 °C und geringen Drücken von 1–2 bar an geträgerten Lithiumphosphat-Katalysatoren erfolgen.
Man leitet dabei ein Gasgemisch aus Propylenoxid und einem Inertgas oder auch reines Propylenoxid in einen Festbettreaktor. Der Propylenoxid-Umsatz wird bevorzugt auf etwa 70–75 % eingestellt. Die Selektivität zum Allylalkohol beträgt dann 95–97 %. Als wesentliche Nebenprodukte entstehen geringe Mengen an Aceton und Propionaldehyd.
Weiterhin kann Allylalkohol auch durch alkalische Hydrolyse von Allylchlorid, durch Hydrolyse/Methanolyse von Allylacetat oder aber durch eine Selektivhydrierung von Acrolein (z. B. an Silberkatalysatoren) erfolgen.

### Labormaßstab
Im Labor lässt sich Allylalkohol durch die Umsetzung von Glycerin mit Ameisensäure darstellen.
Daneben ist Allylalkohol durch eine Meerwein-Ponndorf-Verley-Reduktion von Acrolein bzw. als Nebenprodukt einer Tischtschenko-Reaktion zugänglich.

## Verwendung (Auswahl)
Allylalkohol ist ein wichtiges Zwischenprodukt in zahlreichen organisch-chemischen Synthesen. Durch gezielte Oxidation erhält man Acrolein, aus dem > 400 000 t/Jahr der Aminosäure DL-Methionin hergestellt werden; Weltmarktführer dafür ist Evonik Industries. Der Arzneistoff Dimercaprol wird in zwei Stufen aus Allylalkohol hergestellt.

## Sicherheitshinweise
Allylalkohol ist entzündlich und giftig beim Einatmen, Verschlucken und Berührung mit der Haut. Er sollte bei maximal 15 °C und damit in einem Kühlschrank für Chemikalien gelagert werden.